# Березовая Слободка
Березовая Слободка — деревня в Нюксенском районе Вологодской области.
Входит в состав Нюксенского сельского поселения, с точки зрения административно-территориального деления — в Березовский сельсовет.
Расстояние до районного центра Нюксеницы по автодороге — 10 км. Ближайшие населённые пункты — Звегливец, Ключевая, Нюксеница.
По переписи 2002 года население — 393 человека (187 мужчин, 206 женщин). Преобладающая национальность — русские (98 %).